# الحق محمد علي
الحق محمد علي هي عقيدة صوفية عند العلويين الأناضوليين والتي تنطوي على الحق ('الحقيقة' في إشارة إلى الطبيعة الإلهية لله )، ومحمد ("السُّنة" في إشارة إلى الجم (العلوية)) وعلي ('النور' في إشارة إلى الأولياء).

## مفهوم الاتحاد في العلويين
في الفكر العلوي هناك ثلاثة مبادئ خاصة: النفس الكامن المسمى الحق أو الله؛ والإنسان النموذجي الذي يتكون من المبادئ الفعالة والسلبية المسمى يول أو السنة أو محمد (الجم)؛ والنور الإلهي المسمى نور والذي يعبر عنه بعلي. إن الاتحاد في العلويين لا يمكن مقارنته بالثالوث المسيحي الذي تتكون شخصياته الثلاثة من الآب والابن والروح القدس ولا بالمفاهيم التثليثية للهندوسية مع براهما وشيفا وفيشنو (المعروف باسم تريمورتي)، وبالتأكيد ليس مع مصر القديمة الوثنية في أوزوريس وإيزيس وحورس، لا يمكن للمرء أن يصور بدقة مثل هذه الأمثلة على أنها تمثل اتحاد الحق-محمد-علي، لأنه وفقًا للمعتقدات العلوية أو البكتاشية (وحدة الوجود)، فإن الله وحده هو الكيان الحقيقي، ومحمد وعلي هما مظهران بسيطان للطريق (يول) والنور (نور) الخاص بالله (الحق) وليس الله نفسه بعكس الأديان التثليثية الأخرى، وبالتالي فهما ليسا مساوين له ولا كيانين مستقلين منفصلين.

## طالع أيضًا
- الغلاة
- الديانة الهندو-إيرانية البدائية[الإنجليزية]
- الديانة الهندو أوروبية البدائية
- الإنسانية الدينية[الإنجليزية]
- التصوف
- الثالوث